# 沙田官立小學

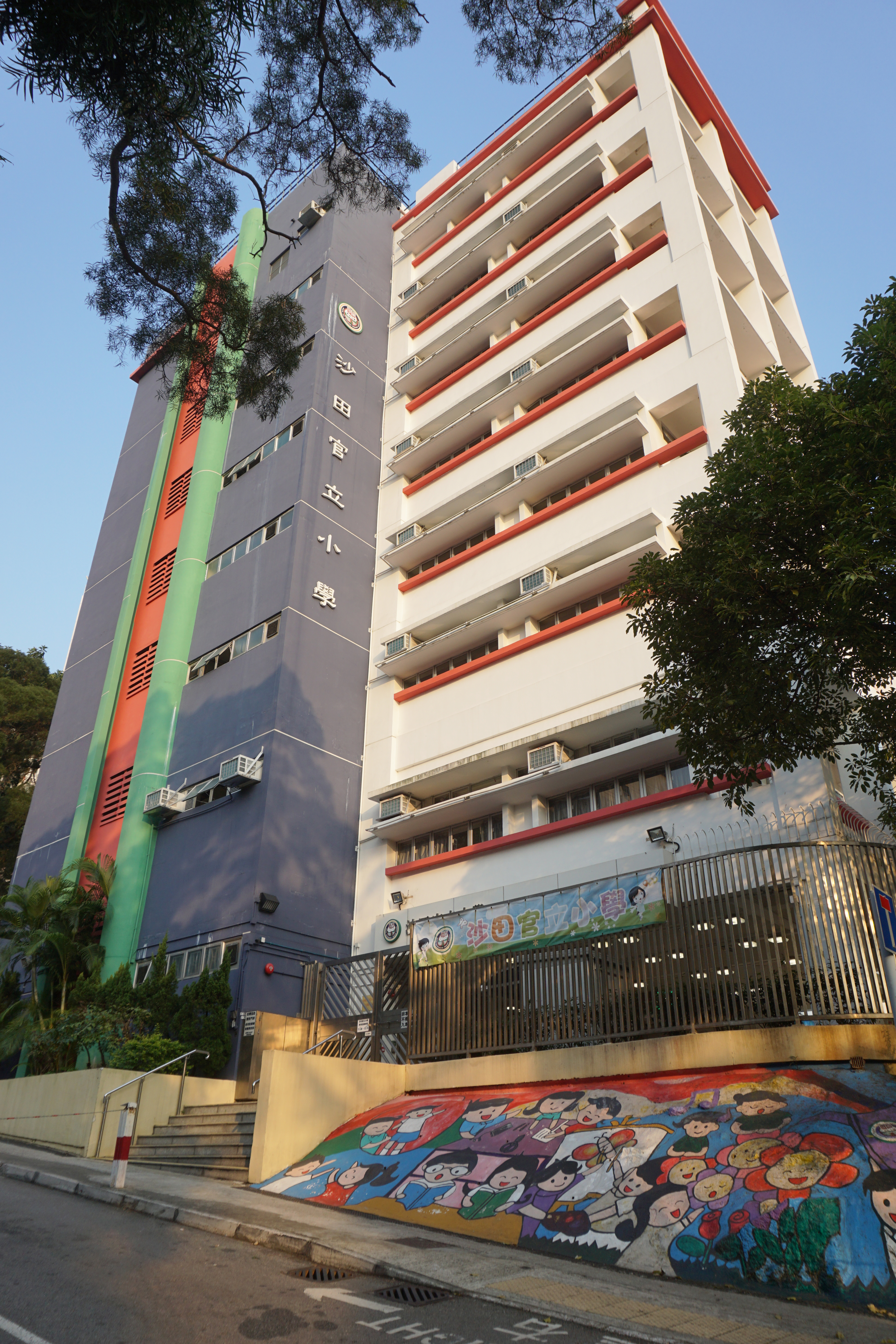
沙田官立小學西北面

沙田官立小學（英語：Shatin Government Primary School）是香港一間官立男女小學，位於新界沙田新田圍。學校創立於1981年，校長為李麗梅女士（2024年至今），前校長為黃翠嫻女士（2022年至2024年）、曾錫文先生（2014年至2022年）、謝麗華女士（2011年至2014年）和陸麗鳳女士（2005年至2011年），最後一屆下午校校長為梁歡嬋女士（2008年至2009年）。學校設有29間課室，禮堂，操場，圖書館等設備，校舍面積7511平方米。

## 課外活動
每逢星期五，一至六年級學生均參加課外活動。活動項目包括女童軍、幼童軍、交通安全隊、田徑、美術等30多項興趣班。該校每年均舉行秋季旅行、五年級教育營、陸運會、參觀、STEM教學活動及教育講座等。

## 連繫中學
- 沙田官立中學
- 梁文燕紀念中學（沙田）

## 著名/傑出校友
- 方健儀：前香港新聞主播
- 陳婉婷：香港職業足球教練[4]
- 張厚耀：中韓混血兒翻譯員、YouTuber
- 區永權：香港男藝人
- 麥曦茵：香港電影導演

## 外部連結
- 官方網站 （页面存档备份，存于）